# Bruno Mezzena
Bruno Mezzena (Trento, 4 aprile 1927 – Taranto, 6 luglio 2017) è stato un pianista e compositore italiano, pioniere in Italia nella diffusione della musica del XX secolo.

## Biografia
Appena quindicenne, Bruno Mezzena si diplomò con lode presso il Conservatorio Benedetto Marcello di Venezia sotto la guida di Nunzio Montanari. Si perfezionò in seguito con Tito Aprea, Arturo Benedetti Michelangeli e Marguerite Long e si affermò in vari concorsi pianistici (tra l'altro 5º classificato alla seconda edizione del Concorso Busoni nel 1950, unico italiano premiato).
Il suo repertorio comprendeva l'integrale dell'opera pianistica di Schönberg, Berg e Webern. Le sue interpretazioni delle opere della Seconda Scuola di Vienna, acclamate dalla critica, hanno dato un importante contributo alla diffusione di tale musica in Italia. Come solista ha suonato con importanti orchestre in Italia e all'estero, sotto la guida di direttori d'orchestra come Carlo Maria Giulini, Paul Angerer e Carlos Kleiber.
Dal 1952 al 1960 fu docente al Conservatorio di Bolzano e successivamente ottenne una cattedra di pianoforte principale al Conservatorio di Trento (dove fu anche direttore fino al 1986). In ambito didattico, importante l'attività di editore e revisore di metodi per lo studio del pianoforte con varie pubblicazioni per le Edizioni musicali Bèrben in collaborazione con Nunzio Montanari.
Dal 1987 al 2012 è stato direttore e docente dei corsi di alto perfezionamento dell'Accademia Musicale Pescarese. Ha tenuto inoltre masterclass per Musica Riva Festival, Ticino Musica, al Campus Internazionale di Sermoneta, alla Oxford University, in Francia e in Giappone.
Ha trascorso a Taranto gli ultimi anni della sua vita, proseguendo l'attività didattica fino in tarda età .

### Il compositore
Meno nota è l'attività di Mezzena come compositore. Si diplomò presso il Conservatorio di Bolzano nel 1953 in musica corale e nel 1961 in composizione, studiando sotto la guida di Alfredo Sangiorgi (a sua volta allievo di Arnold Schönberg) e Renato Dionisi. Vinse il primo premio al Concorso di composizione di Freiburg con una sonata per violino e pianoforte, dove è evidente l'influenza di Sangiorgi e della dodecafonia.
Tra i suoi brani più significativi citiamo la Sonata per violino e pianoforte (1963), Musica per Maja, Variazioni e fuga per violino solo (1962) e Pagine per pianoforte (1965).

## Discografia parziale
Nel corso della sua carriera ha prodotto un vasto lascito discografico, con diverse incisioni per etichette quali PDU, Angelicum, Dischi Ricordi, PolyGram, EMI Italiana, CBS, Dynamic e Nuova Era.
Da citare le prime registrazioni mondiali della versione per pianoforte solo di Totentanz di Liszt, della trascrizione della Sinfonia fantastica di Berlioz/Liszt e, con il Quintetto Italiano, dei quintetti di Webern e della trascrizione della Kammersymphonie op. 9 di Schönberg. Proprio quest'ultima registrazione ha vinto il Premio della critica discografica nel 1977.

### Solistica
- 1972 – Bach: Piano Concerto n. 5 (PDU)
- 1973 – Berg, Webern: Piano Works (EMI Electrola)
- 1975 – Liszt: Piano Sonata, Totentanz (PDU) prima registrazione mondiale
- 1976 – Berlioz-Liszt: Symphony Fantastique (Ricordi) prima registrazione mondiale
- 1978 – Chopin: The Mazurkas (PDU)
- 1979 – Casella: 11 Children Pieces, Prokofiev: 2 Sonatinas (PDU)
- 1980 – Chopin: The Ballades (PDU)
- 1980 – Rossini: Les Péchés De Ma Vieillesse (Ricordi)
- 1982 – Liszt, Moscheles, Gambini: Omaggi a Paganini (Dynamic) prime registrazioni
- 1985 – Rossini: 24 Rien (Dynamic)
- 1986 – Rossini: 6 Pieces from Album de Château (Dynamic)
- 1987 – Brahms: Piano Sonatas op. 1, 2 (Nuova Era)

### Cameristica
- 1977 – Webern: Piano Quintet, Schönberg/Webern: Kammersymphonie op.9 - Quintetto Italiano (Ricordi) prima registrazione mondiale
- 1977 – Bartok: Piano Quintet - Quintetto Italiano (Ricordi)
- 1977 – Schumann: Piano Quintet, Mahler: Quartettsatz - Quintetto Italiano (Ricordi) prima registrazione mondiale
- 1978 – Boccherini: 12 Piano Quintets - Quintetto Italiano (Dischi Music collection) prima registrazione mondiale
- 1994 – Respighi, Pizzetti: Violin Sonatas - Franco Mezzena (Arcobaleno)
- 1996 – Martucci: The complete Piano Trios - Trio Mezzena-Bonucci (Dynamic)
- 1996 – Castelnuovo-Tedesco: The complete Piano Trios - Trio Mezzena-Bonucci (Dynamic)
- 1998 – Tailleferre: Works for violin and piano - Franco Mezzena (Dynamic)

## Pubblicazioni
- J. S. Bach - 23 Pezzi facili per pianoforte - Montanari/Mezzena (Edizioni musicali Bèrben)
- J. S. Bach - 24 Pezzi dal libro di Anna Magdalena - Montanari/Mezzena (Edizioni musicali Bèrben)
- J. S. Bach - Invenzioni a 2 voci - Montanari/Mezzena (Edizioni musicali Bèrben)
- J. S. Bach - Invenzioni a 3 voci - Montanari/Mezzena (Edizioni musicali Bèrben)
- J. S. Bach - Suite Inglesi n. 2, 3 - Montanari/Mezzena (Edizioni musicali Bèrben)
- J. B. Cramer - 60 Studi per pianoforte - Montanari-Mezzena (Edizioni musicali Berben)
- C. Eccher - Canzoncine per bambini - trascrizione per piano e voce di Bruno Mezzena (Edizioni Musicali 2000)

## Onorificenze
- 1967 – Benemerenza del Drappo di San Vigilio